# Humphreys Peak
Humphreys Peak ist mit einer Höhe von 3851 m der höchste Gipfel im US-Bundesstaat Arizona. Er liegt im Coconino County, nördlich von Flagstaff. Der Humphreys Peak ist der höchste Gipfel des San Francisco Mountains, eines Bergs der vulkanischen Berggruppe der San Francisco Peaks. Er liegt in der Kachina Peaks Wilderness, einem Wilderness Area, der strengsten Klasse von Naturschutzgebieten in den Vereinigten Staaten. Der Gipfel kann auf einem etwa 8 km langen Wanderweg erreicht werden. Aufgrund des Naturschutzes herrscht oberhalb von 11.400 ft (3475 m) Wegegebot und Wandergruppen sind auf zwölf Personen begrenzt. 